# Ostiches
Ostiches est une section de la ville belge d'Ath située en Wallonie picarde dans la province de Hainaut.
C'était une commune à part entière avant la fusion des communes de 1977.

## Évolution démographique
- Sources : INS, Rem. : 1831 jusqu'en 1970 = recensements, 1976 = nombre d'habitants au 31 décembre.

## Description
Le village est réputé pour son moulin du XIXe siècle, son église, sa forge et sa place, tous quatre récemment restaurés ainsi qu'en 2012 par la remise en état de sa chapelle de "Notre Dame de la bonne mort et de toute peine" par son propriétaire. Ostiches est un village centré sur l'agriculture. Il abrite d'ailleurs un nombre important d'exploitations agricoles, certaines particulièrement anciennes.
Depuis 2007, la forge, faisant partie de l'ASBL "Les Blancs Mongnîs", est entretenue par des bénévoles qui organisent des activités relatives au travail du fer (coutellerie, ferrage de chevaux, fabrication d'armures, fer forgé…).
Chaque année, entre fin juin et début juillet, se tient la ducasse d'Ostiches, célébrée autour du géant local Prosper, qui a été reconstruit en 2017 pour ses nouveaux porteurs. La Fête au Moulin, organisée par l'ASBL "Les Blancs Mongnîs" chaque premier dimanche de juillet, attire une foule toujours plus nombreuse.

## Histoire
« L'autel d'Ostiches fut donné à l'abbaye de Saint-Martin de Tournai par Odon, évêque de Cambrai en 1111. Plus tard, il fut cédé à l'abbaye de Liessies; Burchard, évêque diocésain la confirma dans cette possession par une charte de l'an 1128. Cette abbaye y avait une seigneurie — La seigneurie qui avait pris le titre de baronnie, a été longtemps la propriété de la famille d'Ives de Bavai.  Le hameau de Gommenpont, dépendant d'Ostiches, était le siège d'une seigneurie qui fut la propriété des seigneurs de Marchipont ».

## Patrimoine et culture

### Patrimoine architectural

#### L'église Saint-Pierre
Dans son cimetière emmuraillé, l'église fut réédifiée en 1827 en style néo-classique. La tour porte les ancres de 1780. La façade est rythmée par quatre piliers toscans engagés. La nef centrale est limitées par deux rangs de colonnes toscanes. Dans le sanctuaire, autel majeur et tabernacle néo-classique détruit {sous le pastorat de l'abbé Flament (1995-2004). Les fonts baptismaux de style gothique datent du XVe siècle. Plusieurs pièces importantes du mobilier ancien (dalles funéraires, chaire de vérité, banc de communion, horloge du clocher, etc.) disparurent lors d'une « restauration » mal inspirée, aux environs de l'an 2000.

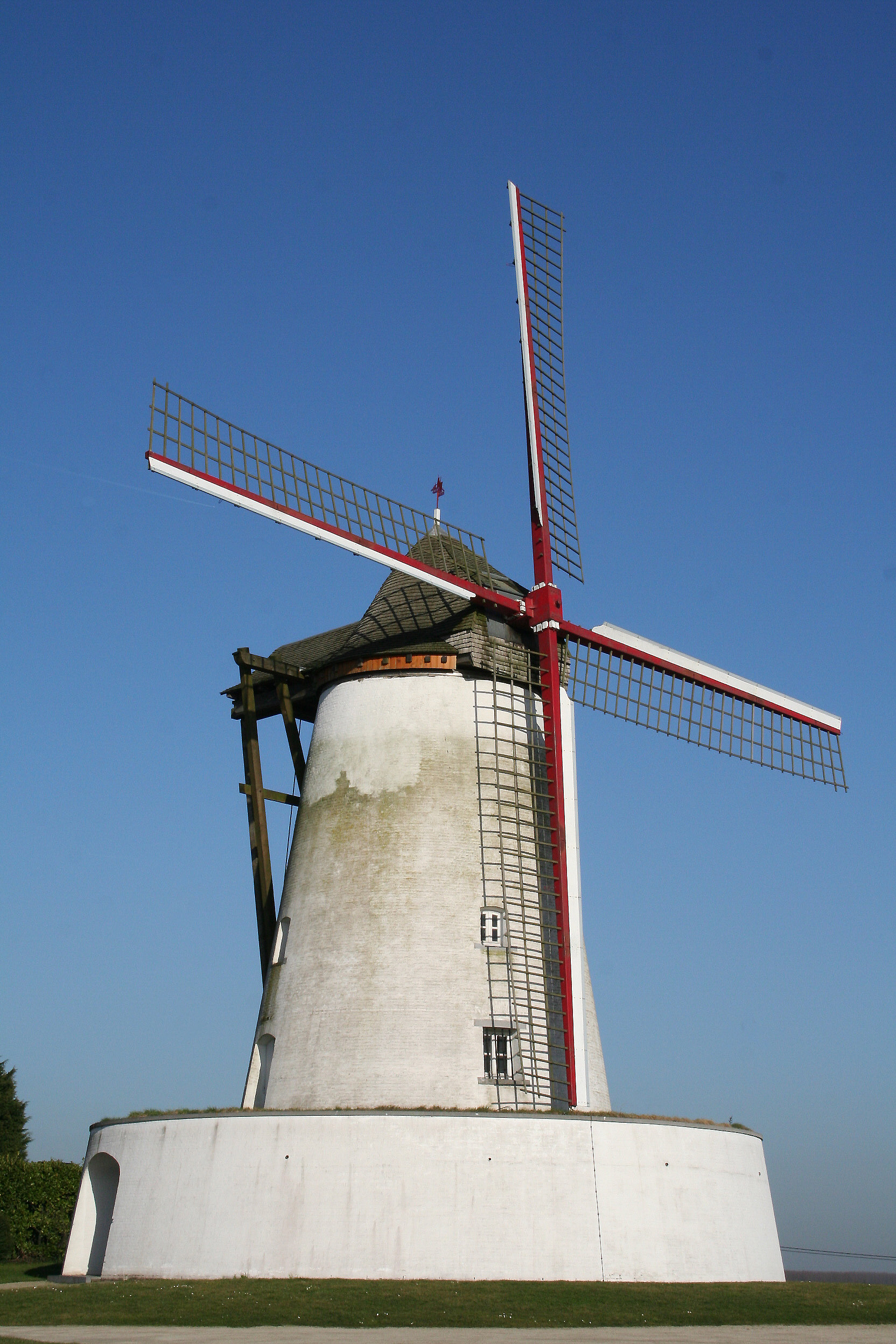
Le Blanc-Moulin d'Ostiches.

##### Le clocher de l'église
Le clocher d'Ostiches possède trois cloches :
- la petite, nommée Catherine (angélus) coulée en 1800 sous le régime Français, par L F Regnault et Haberts, famille de la Haute-Marne ;
- la moyenne, nommée Séraphine coulée en 1800 par L F Regnault et Haberts ;
- la grosse, coulée par Michiels de Tournai destinée à remplacer Jeanne enlevée par l'occupant, elle se nomme Jeanne Marie et fut consacrée par Mgr Lecouvet le 31 août 1952 ;
- les cloches désormais connectées à l'antenne de Francfort donnent l'heure avec exactitude.

#### Le Blanc Moulin
Construit sur les hauteurs de Pidebecq le moulin à vent date de 1789. Il fut restauré en 2000 par la ville d'Ath.

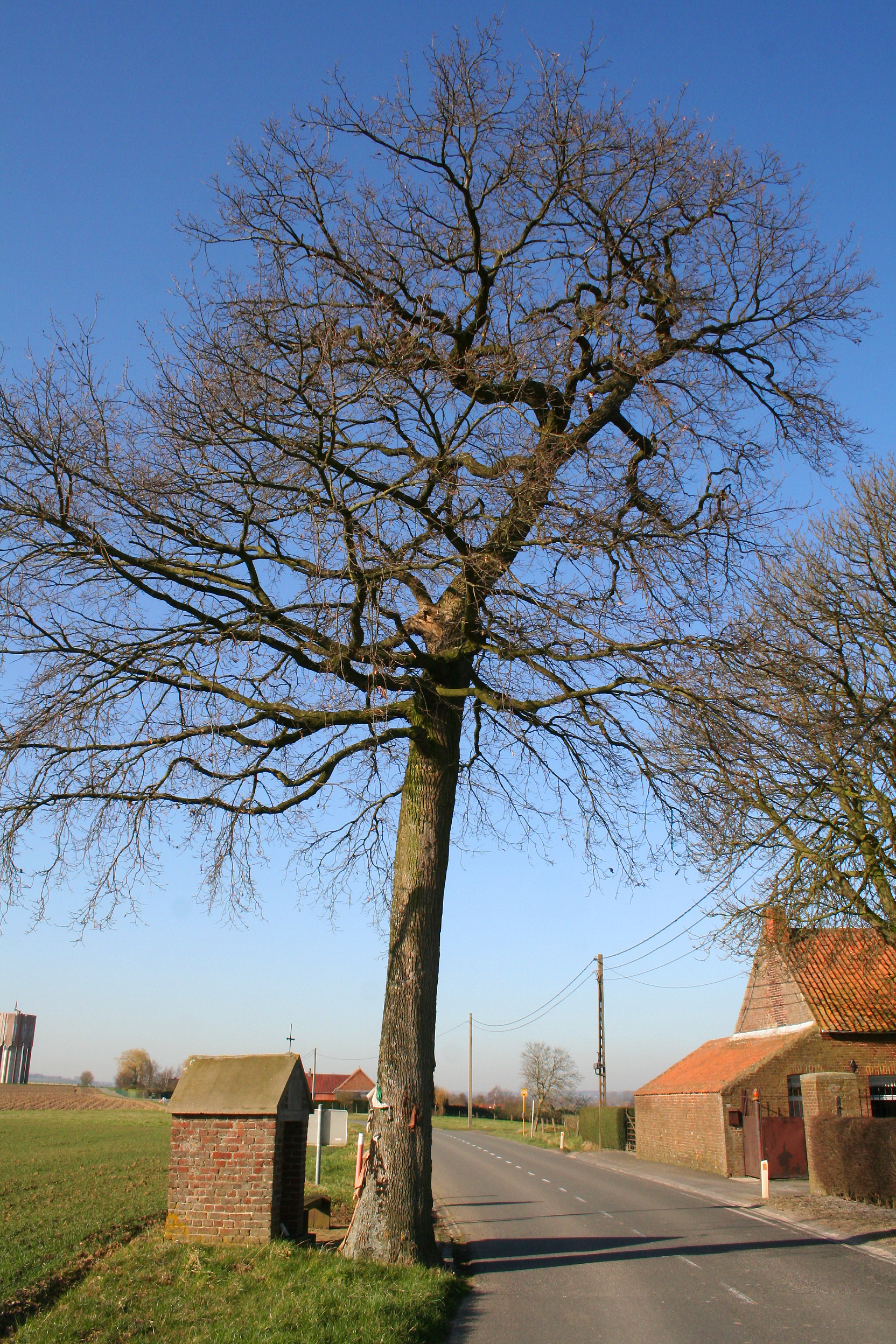
L'arbre à clous d'Ostiches.

### L'arbre à clous
L'arbre à clous, appelé également 'chêne Saint-Pierre' se trouve sur la route de Flobecq, à côté de reposoir dédié à saint Pierre.